# Funnestjärnen
Funnestjärnen är en sjö i Krokoms kommun i Jämtland och ingår i Indalsälvens huvudavrinningsområde. Sjön har en area på 0,0643 kvadratkilometer och ligger 344 meter över havet.

## Delavrinningsområde
Funnestjärnen ingår i det delavrinningsområde (702066-142956) som SMHI kallar för Mynnar i Storsjön. Medelhöjden är 340 meter över havet och ytan är 11,49 kvadratkilometer. Det finns inga avrinningsområden uppströms utan avrinningsområdet är högsta punkten. Vattendraget som avvattnar avrinningsområdet har biflödesordning 2, vilket innebär att vattnet flödar genom totalt 2 vattendrag innan det når havet efter 243 kilometer. Avrinningsområdet består mestadels av skog (72 procent) och jordbruk (13 procent). Avrinningsområdet har 0,48 kvadratkilometer vattenytor vilket ger det en sjöprocent på 4,2 procent.